# Bjørn Tidmand

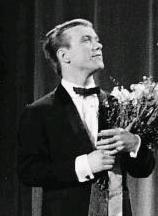
Bjørn Tidmand (1963)

Bjørn Tidmand (* 24. Januar 1940 in Kopenhagen) ist ein dänischer Schlagersänger.

## Leben und Wirken
Schon in frühen Jahren sang Tidmand in einem Jugendchor, später trat er in dänischen Clubs und Nachtlokalen auf.
Seine Teilnahme beim Dansk Melodi Grand Prix 1963 endete mit dem zweiten Platz. Ein Jahr danach konnte er bei diesem Wettbewerb als Sieger davongehen. Daher durfte er beim Grand Prix Eurovision 1964 in seiner Heimatstadt antreten. Mit dem Schlager Sangen om dig erreichte er den neunten Platz. 
Tidmand blieb zeitüberdauernd musikalisch aktiv.